# Списак добитника Награде АВНОЈ-а
Списак добитника Награде АВНОЈ-а - највише државне награде Социјалистичке Федеративне Републике Југославије (СФРЈ), од увођења ове награде 1966. до 1989. године.

## 1960-e

### 1966.
Године 1966. на челу Одбора за доделу награде био је Јосип Видмар, председник Словеначке академије наука и уметности, а награде је уручио Едвард Кардељ, тадашњи председник Савезне скупштине.
| Списак добитника Награде АВНОЈ-а за 1966. годину: | Списак добитника Награде АВНОЈ-а за 1966. годину: |
| област                                            | награђени                                         |
| ------------------------------------------------- | ------------------------------------------------- |
| вајарство                                         | академик Антун Аугустинчић                        |
| књижевност                                        | Родољуб Чолаковић                                 |
| биолошке науке (зоологија)                        | академик проф. др Јован Хаџи                      |
| медицинске науке (дерматологија и венерологија)   | академик проф. др Фран Когој                      |
| филолошке науке (македонски језик)                | проф. Блаже Конески                               |
| књижевност                                        | академик Мирослав Крлежа                          |
| сликарство                                        | академик Петар Лубарда                            |
| сликарство                                        | академик Исмет Мујезиновић                        |
| физичке науке                                     | академик проф. др Павле Савић                     |
| пољопривредне науке (генетика и биљна производња) | академик проф. др. Алојз Тавчар                   |
| медицинске науке (инфектологија са имунологијом)  | академик проф. др Коста Тодоровић                 |
| техничке науке (преднапрегнути бетон)             | проф. инж. Бранко Жежељ                           |

### 1967.
| Списак добитника Награде АВНОЈ-а за 1967. годину: | Списак добитника Награде АВНОЈ-а за 1967. годину: |
| област                                            | награђени                                         |
| ------------------------------------------------- | ------------------------------------------------- |
| књижевност                                        | академик Иво Андрић                               |
| правне науке (међународно право)                  | академик проф. др Милан Бартош                    |
| медицинске науке (офталмологија)                  | академик проф. др Владимир Чавка                  |
| сликарство                                        | академик Божидар Јакац                            |
| књижевност                                        | Михаило Лалић                                     |
| сликарство                                        | академик Никола Мартиноски                        |
| вајарство                                         | академик проф. Вања Радауш                        |
| медицинске науке (паразитологија)                 | проф. др Чедомир Симић                            |
| биолошке науке (екологија животиња)               | академик проф. др Синиша Станковић                |
| књижевност                                        | академик Јосип Видмар                             |
| техничке науке (водопривреда)                     | Институт за водопривреду „Јарослав Черни”         |

### 1968.
| Списак добитника Награде АВНОЈ-а за 1968. годину:       | Списак добитника Награде АВНОЈ-а за 1968. годину: |
| област                                                  | награђени                                         |
| ------------------------------------------------------- | ------------------------------------------------- |
| књижевност                                              | академик Франце Бевк, Љубљана                     |
| медицинске науке (ортопедија и трауматологија)          | академик проф. др Богдан Брецељ, Љубљана          |
| цртани филм                                             | Студио за цртани филм „Загреб филма”              |
| правне науке (уставно право и правни систем)            | академик проф. др Јован Ђорђевић, Београд         |
| књижевност                                              | академик проф. Велибор Глигорић, Београд          |
| пољопривредне науке (селекција кукуруза)                | Институт за кукуруз Земун Поље                    |
| књижевност                                              | академик Славко Јаневски, Скопље                  |
| друштвене науке                                         | Едвард Кардељ, Београд                            |
| вајарство                                               | академик Франо Кршинић, Загреб                    |
| техничке науке (конструкције од преднапрегнутог бетона) | академик проф. др инж. Ђорђе Лазаревић, Београд   |
| техничке науке (инжењерска геологија и хидрогеологија)  | академик проф. др Милан Луковић, Београд          |
| медицинске науке (хирургија срца)                       | академик проф. др Исидор Папо, Београд            |

### 1969.
| Списак добитника Награде АВНОЈ-а за 1969. годину: | Списак добитника Награде АВНОЈ-а за 1969. годину: |
| област                                            | награђени                                         |
| ------------------------------------------------- | ------------------------------------------------- |
| филм                                              | Душан Вукотић, Загреб                             |
| спорт                                             | Мирослав Церар, Љубљана                           |
| медицинске науке                                  | проф. др Алија Кошир, Љубљана                     |
| књижевност                                        | академик Мишко Крањец, Љубљана                    |
| техничке науке (хидротехника)                     | академик проф. инж. Миладин Пећинар, Београд      |
| медицинске науке                                  | проф. др Иво Поповић Ђани, Београд                |
| правне науке                                      | академик проф. др Максо Шнудерл, Љубљана          |
| образовање                                        | Универзитет „Кирил и Методиј”, Скопље             |

## 1970-e

### 1970.
| Списак добитника Награде АВНОЈ-а за 1970. годину:              | Списак добитника Награде АВНОЈ-а за 1970. годину: |
| област                                                         | награђени                                         |
| -------------------------------------------------------------- | ------------------------------------------------- |
| привреда                                                       | Емерик Блум, Сарајево                             |
| филм                                                           | Вељко Булајић, Загреб                             |
| књижевност                                                     | Бранко Ћопић, Београд                             |
| књижевност                                                     | Оскар Давичо, Београд                             |
| музика                                                         | Оскар Данон, Београд                              |
| сликарство                                                     | академик Војо Димитријевић, Сарајево              |
| металургија (индустријске пећи)                                | Алојз Дерлинг, Зеница                             |
| сликарство                                                     | Маријан Детони, Загреб                            |
| сликарство                                                     | Крсто Хегедушић, Загреб                           |
| привреда                                                       | Панта Јаковљевић, Београд                         |
| позоришна уметност                                             | Љубиша Јовановић, Београд                         |
| књижевност                                                     | академик Вјекослав Калеб, Загреб                  |
| природне науке (молекуларна биологија)                         | академик проф. др Душан Каназир, Београд          |
| књижевност                                                     | Миле Клопчич, Љубљана                             |
| књижевност                                                     | академик Десанка Максимовић, Београд              |
| природне науке (експериментална морфологија и ендокринологија) | академик др Петар Мартиновић, Београд             |
| сликарство                                                     | академик Франце Михелич, Љубљана                  |
| друштвене науке (византологија)                                | академик др Георгије Острогорски, Београд         |
| књижевност                                                     | Меша Селимовић, Сарајево                          |
| медицинске науке                                               | академик др Станоје Стефановић, Београд           |
| вајарство                                                      | академик Ристо Стијовић, Београд                  |
| књижевност                                                     | Ацо Шопов, Скопље                                 |
| природне науке (хистологија и ембриологија)                    | академик др Теодор Варићак, Загреб                |
| етномузикологија                                               | академик др Винко Жганец, Загреб                  |

### 1971.
| Списак добитника Награде АВНОЈ-а за 1971. годину: | Списак добитника Награде АВНОЈ-а за 1971. годину: |
| област                                            | награђени                                         |
| ------------------------------------------------- | ------------------------------------------------- |
| музика                                            | Крешимир Барановић, Београд                       |
| вајарство                                         | Борис Калин, Љубљана                              |
| геолошке науке                                    | академик др Лука Марић, Загреб                    |
| књижевност                                        | др Есад Мекули, Приштина                          |
| књижевност                                        | Димитар Митрев, Скопље                            |
| историјске науке                                  | академик др Грга Новак, Загреб                    |
| сликарство                                        | Иван Радовић, Београд                             |
| књижевност                                        | Марко Ристић, Београд                             |
| медицинске науке                                  | проф. др Миливоје Сарван, Београд                 |
| привреда                                          | Станко Томић, Зеница                              |
| сликарство                                        | академик Милош Вушковић, Цетиње                   |
| привреда                                          | Петар Зечевић, Београд                            |

### 1972.
| Списак добитника Награде АВНОЈ-а за 1972. годину: | Списак добитника Награде АВНОЈ-а за 1972. годину:         |
| област                                            | награђени                                                 |
| ------------------------------------------------- | --------------------------------------------------------- |
| друштвене науке                                   | академик др Владимир Бакарић, Загреб                      |
| биотехничке науке                                 | проф. др Петар Дрезгић, Нови Сад                          |
| музичка уметност                                  | Јаков Готовац, Загреб                                     |
| медицинске науке (оториноларингологија)           | др Бранимир Гушић, Загреб                                 |
| књижевност                                        | Југословенски лексикографски завод, Загреб                |
| књижевност                                        | Душан Костић, Београд                                     |
| књижевност                                        | Скендер Куленовић, Сарајево                               |
| привреда                                          | Живко Мучалов из Енергопројекта, Београд                  |
| медицинске науке (гинекологија)                   | академик др Франц Новак, Љубљана                          |
| позоришна и филмска уметност                      | Петре Прличко, Скопље                                     |
|                                                   | Рударско-топионички басен Бор                             |
|                                                   | Стеријино позорје, Југословенске позоришне игре, Нови Сад |
| привреда                                          | Норберт Вебер из Железаре Сисак                           |
| друштвене науке                                   | академик проф. Борис Зихерл, Љубљана                      |

### 1973.
| Списак добитника Награде АВНОЈ-а за 1973. годину: | Списак добитника Награде АВНОЈ-а за 1973. годину: |
| област                                            | награђени                                         |
| ------------------------------------------------- | ------------------------------------------------- |
| сценска уметност                                  | Вјекослав Афрић, Београд                          |
| ликовна уметност                                  | Стојан Аралица, Београд                           |
| привреда                                          | Иван Ателшек из „Горења”, Љубљана                 |
| књижевност                                        | академик Матеј Бор, Љубљана                       |
| друштвене науке                                   | академик др Душан Чалић, Загреб                   |
| сценска уметност                                  | Мирослав Чангаловић, Београд                      |
| медицинске науке (дерматовенерологија)            | академик др Ернест Грин, Сарајево                 |
| књижевност                                        | Владо Малески, Скопље                             |
| медицинске науке (судска медицина)                | проф. др Јанез Милчински, Љубљана                 |
| ликовна уметност                                  | Александар Пријић, Титоград                       |
| водопривреда                                      | др Александар Трумић, Сарајево                    |
|                                                   | грађевинско предузеће „Хидроградња”, Сарајево     |
|                                                   | Народна библиотека СР Србије                      |

### 1974.
| Списак добитника Награде АВНОЈ-а за 1974. годину: | Списак добитника Награде АВНОЈ-а за 1974. годину: |
| област                                            | награђени                                         |
| ------------------------------------------------- | ------------------------------------------------- |
| биолошке науке (паразитологија)                   | академик др Иво Бабић                             |
| медицинске науке (ендокринологија)                | академик проф. др Борислав Божовић                |
| археологија (палеолитик)                          | академик проф. др Сречко Бродар                   |
| сликарство                                        | академик Марко Челебоновић                        |
| књижевност                                        | Ели Финци                                         |
| пољопривреда (воћарство)                          | Институт за воћарство, Чачак                      |
| књижевност                                        | академик Цирил Космач                             |
| књижевност                                        | Густав Крклец                                     |
| физика                                            | академик проф. др Младен Паић                     |
| политичке науке                                   | проф. др Најдан Пашић                             |
| сликарство                                        | Вуко Радовић                                      |
| медицинске науке (онкологија)                     | проф. др Божена Равнихар                          |
| војна наука, ратна доктрина, концепција ОНО       | Виша војна академија ЈНА                          |

### 1975.
| Списак добитника Награде АВНОЈ-а за 1975. годину: | Списак добитника Награде АВНОЈ-а за 1975. годину:     |
| област                                            | награђени                                             |
| ------------------------------------------------- | ----------------------------------------------------- |
| биолошке науке (генетика и селекција пшенице)     | проф. др Славко Боројевић                             |
| социјално-здравствена и хуманитарна делатност     | Црвени крст Југославије                               |
| филолошке науке                                   | академик Мирко Деановић                               |
| привреда                                          | Абаз Дероња из „УНИС”-а                               |
| књижевност                                        | проф. др Мирослав Фелдман                             |
| шах                                               | Светозар Глигорић                                     |
| музичка уметност                                  | Никола Херцигоња                                      |
| филолошке науке (македонистика)                   | Институт за македонски језик „Крсте Мисирков”, Скопље |
| природне науке (физика)                           | проф. др Драгиша Ивановић                             |
| вајарство                                         | Зденко Калин                                          |
| економске науке                                   | проф. др Стане Крашовец                               |
| књижевност                                        | академик др Братко Крефт                              |
| књижевност                                        | академик Душан Матић                                  |
| култура рада                                      | Савремена конфекција и трикотажа „Први мај”, Пирот    |
| филмска уметност                                  | Жорж Скригин                                          |
| сликарство                                        | академик Иван Табаковић                               |

### 1976.
| Списак добитника Награде АВНОЈ-а за 1976. годину: | Списак добитника Награде АВНОЈ-а за 1976. годину: |
| област                                            | награђени                                         |
| ------------------------------------------------- | ------------------------------------------------- |
| археологија                                       | др Алојз Бенац, Сарајево                          |
| географија                                        | др Бранислав Букуров, Нови Сад                    |
| књижевност                                        | Јуре Франичевић Плочар, Загреб                    |
| математика                                        | др Ђуро Курепа, Београд                           |
| економске науке                                   | др Рикард Ланг, Загреб                            |
| култура                                           | Новинско-издавачко предузеће „Рилиндја”, Приштина |
| позоришна уметност                                | Радомир Плаовић, Београд                          |
| позоришна уметност                                | Вика Подгорска, Загреб                            |
| медицинске науке                                  | др Љубомир Рашовић, Београд                       |
| медицинске науке                                  | др Војислав Стојановић, Београд                   |
| филм                                              | Франце Штиглиц, Љубљана                           |
| сликарство                                        | Мица Тодоровић, Сарајево                          |
| музика                                            | Дубравка Томшич, Љубљана                          |
| техничке науке                                    | Ваздухопловнотехнички институт                    |
| привреда                                          | Вунарски комбинат „Тодор Циповски-Мерџан”, Тетово |

### 1977.
| Списак добитника Награде АВНОЈ-а за 1977. годину: | Списак добитника Награде АВНОЈ-а за 1977. годину:                 |
| област                                            | награђени                                                         |
| ------------------------------------------------- | ----------------------------------------------------------------- |
| културно-уметнички аматеризам                     | Академско културно-уметничко друштво „Бранко Крсмановић”, Београд |
| правне науке                                      | академик Владислав Брајковић, Котор                               |
| биомедицинске науке                               | академик Едхем Чамо, Сарајево                                     |
| историјске науке                                  | академик Бранислав Ђурђев, Сарајево                               |
| позоришна уметност                                | Илија Џувалековски, Скопље                                        |
| историја уметности                                | академик Цвито Фисковић, Сплит                                    |
| техничке науке                                    | Бранислав Кујунџић, Београд                                       |
| металопрерађивачка индустрија                     | Влада Поповић, ВКВ радник, Нови Сад                               |
| музичка уметност                                  | Трајко Прокопијев, Скопље                                         |
| биомедицинске науке                               | Љубиша Ракић, Београд                                             |
| гумарско-хемијска индустрија                      | Радна организација „Балкан”, Сува Река                            |
| лингвистика                                       | Рјечник хрватскога или српскога језика; ЈАЗУ, Загреб              |
| пољопривреда и прехрамбена индустрија             | Сложена организација удруженог рада „Дунав-Тиса-Дунав”, Нови Сад  |
| рударство и енергетика                            | СОУР „Титови рудници угља”, Тузла                                 |
| сликарство                                        | Габријел Ступица, Љубљана                                         |
| књижевност                                        | Александар Вучо, Београд                                          |

### 1978.
| Списак добитника Награде АВНОЈ-а за 1978. годину: | Списак добитника Награде АВНОЈ-а за 1978. годину: |
| област                                            | награђени                                         |
| ------------------------------------------------- | ------------------------------------------------- |
| историјске науке                                  | академик Михаило Апостолски, Скопље               |
| књижевност                                        | академик др Мидхат Бегић, Сарајево                |
| природне науке (физика)                           | академик др Роберт Блинц, Љубљана                 |
| књижевност                                        | Синан Хасани, Приштина                            |
| књижевност                                        | др Јуре Каштелан, Загреб                          |
| позоришна уметност                                | др Хуго Клајн, Београд                            |
| музичка уметност                                  | Зинка Кунц, Загреб                                |
| привреда                                          | дипл. инж. Андрија Мијушковић, из Жељезаре Никшић |
| културно-уметнички аматеризам                     | Партизански певски збор, Љубљана                  |
| књижевност                                        | Васко Попа, Београд                               |
| привреда                                          | РО „Ливница жељеза и темпера”, Кикинда            |
| сликарство                                        | академик Марино Тартаља, Загреб                   |
| техничке науке                                    | Војнотехнички институт Копнене војске ЈНА         |
| привреда                                          | Заводи „Црвена застава”, Крагујевац               |
| привреда                                          | академик др Светозар Зимоњић, Сарајево            |
| медицинске науке                                  | др Бранко Зоговић, Иванград                       |

### 1979.
| Списак добитника Награде АВНОЈ-а за 1979. годину:             | Списак добитника Награде АВНОЈ-а за 1979. годину:                      |
| област                                                        | награђени                                                              |
| ------------------------------------------------------------- | ---------------------------------------------------------------------- |
| наука о албанском језику                                      | академик др Идриз Ајети                                                |
| биолошке науке (физиологија)                                  | академик др Радослав Анђус                                             |
| музичка уметност                                              | Радмила Бакочевић                                                      |
| књижевност                                                    | Мирко Божић                                                            |
| грађевинарство                                                | Грађевинска радна организација „Пелагонија”, Титов Велес               |
| општа и просторна географија                                  | академик др Светозар Илешич                                            |
| биотехничке науке                                             | Институт за ратарство и повртарство Пољопривредног факултета, Нови Сад |
| медицинске науке (ендокринологија и војномедицинска доктрина) | проф. др Миољуб Кичић                                                  |
| сликарство                                                    | академик Вангел Коџоман                                                |
| електромашиноградња                                           | дипл. инг. Анте Марковић                                               |
| електрохемија                                                 | проф. др Тихомил Марковић                                              |
| позоришна уметност                                            | Покрајинско народно позориште у Приштини                               |
| црна металургија                                              | РО Металуршки институт „Хасан Бркић”, Зеница                           |
| туризам и угоститељство                                       | РО Национални парк „Плитвичка језера”                                  |
| хемијска индустрија                                           | СОУР Хемијска индустрија „Зорка”, Шабац                                |
| демографске науке                                             | др Долфе Вогелник                                                      |
| књижевност                                                    | Чедо Вуковић                                                           |

## 1980-e

### 1980.
| Списак добитника Награде АВНОЈ-а за 1980. годину: | Списак добитника Награде АВНОЈ-а за 1980. годину:               |
| област                                            | награђени                                                       |
| ------------------------------------------------- | --------------------------------------------------------------- |
| техничке науке (бродарство)                       | Бродарски институт, Загреб                                      |
| металопрерађивачка индустрија                     | Индустрија хидраулике и пнеуматике „Прва петолетка”, Трстеник   |
| пољопривреда и прехрамбена индустрија             | Индустријско-пољопривредни комбинат „Серво Михаљ”, Зрењанин     |
| друштвене науке (историја)                        | Институт за националну историју, Скопље                         |
| култура                                           | КУД „Абрашевић”, Београд                                        |
| књижевност                                        | акад. Маријан Матковић, Загреб                                  |
| друштвене науке (историја)                        | проф. др Метод Микуж, Љубљана                                   |
| туризам и угоститељство                           | ООУР „Хотели Свети Стефан”, Свети Стефан                        |
| историја књижевности                              | проф. др акад. Харалампије Поленаковић, Скопље                  |
| рударство (обојена металургија)                   | РО Рудник са флотацијом „Трепча”, Стари Трг, Титова Митровица   |
| електроиндустрија                                 | СОУР „Искра”, Електрометална индустрија, Љубљана                |
| пројектовање                                      | дипл. инж. Илија Стојадиновић и дипл. инж. Станко Шрам, Београд |
| металска индустрија                               | Бруно Суша, Требиње                                             |
| друштвене науке (филозофија)                      | проф. др Ариф Тановић, Сарајево                                 |
| техничке науке                                    | проф. др Рајко Томовић, Београд                                 |
| музичко стваралаштво                              | акад. Михаило Вукдраговић, Београд                              |

### 1981.
| Списак добитника Награде АВНОЈ-а за 1981. годину: | Списак добитника Награде АВНОЈ-а за 1981. годину:                           |
| област                                            | награђени                                                                   |
| ------------------------------------------------- | --------------------------------------------------------------------------- |
| споменичка архитектура                            | проф. др Богдан Богдановић, Београд                                         |
| црна металургија                                  | Фабрика „11. октобар”, Куманово                                             |
| прехрамбена индустрија                            | Индустрија пива „Требјеса”, Никшић                                          |
| књижевност                                        | Ранко Маринковић, Загреб                                                    |
| хемијска индустрија                               | Фабрика лекова „Крка”, Ново Место                                           |
| музичко стваралаштво                              | акад. Борис Папандопуло, Загреб                                             |
| правне и политичке науке                          | проф. др Мирко Перовић, Београд                                             |
| револуционарна публицистика                       | Пуниша Перовић, Београд                                                     |
| дрвно-прерађивачка индустрија                     | Индустрија „Симпо”, Врање                                                   |
| музичко стваралаштво                              | Тодор Скаловски, Скопље                                                     |
| електромашиноградња                               | „Енергоинвест”, Сарајево                                                    |
| пољопривреда и прехрамбена индустрија             | „Подравка”, Копривница                                                      |
| позоришна уметност                                | Српско народно позориште, Нови Сад                                          |
| математичке науке                                 | акад. проф. Богољуб Станковић, Нови Сад                                     |
| метална индустрија                                | Милан Шимпрага, ВКВ радник, Сарајево                                        |
| војно-техничке науке                              | Технички школски центар копнене војске „Генерал армије Иван Гошњак”, Загреб |
| математичке науке                                 | акад. проф. Иван Видав, Љубљана                                             |

### 1982.
| Списак добитника Награде АВНОЈ-а за 1982. годину:       | Списак добитника Награде АВНОЈ-а за 1982. годину:                                                    |
| област                                                  | награђени                                                                                            |
| ------------------------------------------------------- | --- |
| музикологија                                            | акад. проф. др Драготин Цветко, Љубљана                                                              |
| револуционарна публицистика                             | Пеко Дапчевић, Београд                                                                               |
| филмска уметност                                        | Федор Ханжековић, Загреб                                                                             |
| привреда                                                | Јуре Керошевић, Тузла                                                                                |
| књижевност и револуционарна публицистика                | Вељко Ковачевић, Београд                                                                             |
| општенародна одбрана и друштвена самозаштита            | Никола Љубичић, Београд                                                                              |
| позоришна уметност                                      | Мата Милошевић, Београд                                                                              |
| друштвене науке (филозофија)                            | акад. проф. др Душан Недељковић, Београд                                                             |
| техничке науке (рударство)                              | проф. др Мурис Османагић, Тузла                                                                      |
| медицинске науке (оториноларингологија - онкологија)    | проф. др Иво Падован, Загреб                                                                         |
| лингвистика                                             | акад. проф. Михаило Петрушевски, Скопље                                                              |
| архитектура                                             | акад. инж. арх. Едвард Равникар, Љубљана                                                             |
| економске науке                                         | акад. проф. Јаков Сиротковић, Загреб                                                                 |
| ликовна уметност (сликарство)                           | проф. Вилим Свечњак, Загреб                                                                          |
| ликовна уметност (вајарство)                            | акад. Димо Тодоровски, Скопље                                                                        |
| техничке науке (кибернетика и роботика)                 | инж. др Миомир Вукобратовић, Београд                                                                 |
| медицинске науке (патофизиологија)                      | акад. проф. др Андреј Жупанчич, Љубљана                                                              |
| прехрамбена индустрија                                  | ООУР Фабрика уља и биљних масти ПИК „Милан Зечар”, Урошевац                                          |
| привреда (металопрерађивачка индустрија)                | Индустрија машина и трактора (ИМТ), Београд                                                          |
| техничке науке (сеизмологија и земљотресно инжењерство) | Институт за земљотресно инжењерство и инжењерску сеизмологију Универзитета „Кирил и Методиј”, Скопље |
| привреда (електроиндустрија)                            | РО Новосадска фабрика кабела „Новкабел”, Нови Сад                                                    |
| пољопривреда и прехрамбена индустрија                   | СОУР „Агрокомерц”, Велика Кладуша                                                                    |
| привреда (металопрерађивачка индустрија)                | СОУР „Ђуро Ђаковић”, Славонски Брод                                                                  |
| пољопривреда и прехрамбена индустрија                   | СОУР ПИК „Сирмиум”, Сремска Митровица                                                                |
| привреда (металопрерађивачка индустрија)                | Творница аутомобила Марибор (ТАМ), Марибор                                                           |

### 1983.
| Списак добитника Награде АВНОЈ-а за 1983. годину: | Списак добитника Награде АВНОЈ-а за 1983. годину:        |
| област                                            | награђени                                                |
| ------------------------------------------------- | -------------------------------------------------------- |
| друштвене науке (историја)                        | проф. др Христо Андонов-Пољански                         |
| економске науке                                   | проф. др Жарко Булајић                                   |
| медицинске науке (ендокринологија)                | проф. др Душан Ђурић                                     |
| друштвене науке (историја)                        | проф. Недим Филиповић                                    |
| ликовна уметност (сликарство)                     | академик проф. Недељко Гвозденовић                       |
| металопрерађивачка индустрија                     | Индустрија алата, Требиње                                |
| књижевност                                        | Антон Инголич                                            |
| привреда                                          | Драгутин Косовац                                         |
| природне науке (органска хемија)                  | академик проф. Михаило Михаиловић                        |
| васпитање и образовање                            | Образовни центар „Крагујевачка гимназија”, Крагујевац    |
| рударство                                         | ООУР Површински коп „Косово”, Добро Село                 |
| техничко-технолошке науке (електроенергетика)     | академик проф. др Хрвоје Пожар                           |
| дрвна индустрија                                  | РО „Елан” – Фабрика спортске опреме, Бегуње на Горењскем |
| хемијско-текстилна индустрија                     | РО „Пазинка” – Хемијско текстилна индустрија, Пазин      |
| рударство                                         | РО Рудник боксита, Никшић                                |
| пољопривредне науке (селекција биља)              | проф. Реља Савић                                         |
| металопрерађивачка индустрија                     | СОУР „Гоша”, Смедеревска Паланка                         |
| металопрерађивачка индустрија                     | СОУР Металски заводи „Тито”, Скопље                      |
| пољопривредна и прехрамбена индустрија            | СОУР ПИК „Врбас”, Титов Врбас                            |
| књижевност                                        | Дервиш Сушић                                             |
| медицинске науке (медицина рада)                  | академик Марко Шарић                                     |
| физичка култура                                   | Драгутин Шурбек, стонотенисер                            |
| друштвене науке (социологија)                     | Вида Томшич                                              |
| медицинске науке и пракса                         | Војномедицинска академија, Београд                       |
| медицинске науке (урологија)                      | проф. др Драгутин Вукотић                                |

### 1984.
| Списак добитника Награде АВНОЈ-а за 1984. годину: | Списак добитника Награде АВНОЈ-а за 1984. годину:   |
| област                                            | награђени                                           |
| ------------------------------------------------- | --------------------------------------------------- |
| књижевност                                        | Ото Бихали Мерин, Београд                           |
| грађевинарство                                    | академик др Јулије Хахамовић, Сарајево              |
| нуклеарне науке                                   | Институт за нуклеарне науке „Борис Кидрич”, Винча   |
| музичка уметност                                  | Миховил Логар, Београд                              |
| васпитање и образовање                            | Морнарички школски центар „Маршал Тито”, Сплит      |
| ликовна уметност (сликарство)                     | академик Миливој Николајевић, Нови Сад              |
| грађевинарство                                    | проф. др. Ервин Нонвеилер, Загреб                   |
| текстилна индустрија                              | РО Текстилна индустрија „Косовка”, Приштина         |
| биомедицинске науке                               | академик др Владимир Пантић, Београд                |
| књижевност                                        | академик Иван Потрч, Љубљана                        |
| машиноградња                                      | РО Индустрија „14. октобар”, Крушевац               |
| поморски транспорт                                | РО Југословенска оцеанска пловидба, Котор           |
| производња текстила и конфекције                  | РО Охридски текстилни комбинат „Отекс”, Охрид       |
| машиноградња                                      | РО Титови заводи „Литострој”, Љубљана               |
| медицинске науке                                  | проф. др Љупчо Серафимов, Скопље                    |
| прерада целулозе и папира                         | СОУР Комбинат „Белишће”, Белишће                    |
| металопрерађивачка индустрија                     | СОУР „Унис” - Удружена метална индустрија, Сарајево |
| економске науке                                   | академик др Бранислав Шошкић, Титоград              |

### 1985.
| Списак добитника Награде АВНОЈ-а за 1985. годину: | Списак добитника Награде АВНОЈ-а за 1985. годину:            |
| област                                            | награђени                                                    |
| ------------------------------------------------- | ------------------------------------------------------------ |
| позоришна уметност                                | проф. Мирослав Беловић                                       |
| техничке науке                                    | Центар за истраживање и пројектовање, Београд                |
| медицинске науке (офталмологија)                  | проф. др Крешимир Чупак                                      |
| књижевност                                        | академик Васил Иљоски                                        |
| књижевност                                        | проф. др Радомир Константиновић                              |
| медицинске науке (хистологија)                    | академик проф. др Радивој Милин                              |
| ликовна уметност (сликарство)                     | Едо Муртић                                                   |
| хемијска индустрија                               | РО Фабрика соли, Тузла                                       |
| електрометалургија                                | РО Хемијско-електрометалуршки комбинат „Југохром”, Јегуновце |
| електрометали                                     | РО Индустрија каблова „Моша Пијаде”, Светозарево             |
| текстилна индустрија                              | РО „Мура”, Фабрика одеће и рубља, Мурска Собота              |
| текстилна индустрија                              | РО „Памучни комбинат Врање”                                  |
| хемијска индустрија                               | СОУР Комбинат „Југопластика”, Сплит                          |
| пољопривреда                                      | СОУР ПИК „Сомбор”                                            |
| ликовна уметност (вајарство)                      | академик Лука Томановић                                      |
| историјске науке                                  | Војноисторијски институт                                     |
| водопривреда                                      | инж. др Јосип Змаић                                          |
| историјске науке                                  | академик др Фран Цвитер                                      |

### 1986.
| Списак добитника Награде АВНОЈ-а за 1986. годину: | Списак добитника Награде АВНОЈ-а за 1986. годину: |
| област                                            | награђени                                         |
| ------------------------------------------------- | ------------------------------------------------- |
| ликовна уметност (вајарство)                      | Светомир Арсић-Басара                             |
| музичка уметност                                  | проф. Натко Девчић                                |
| природне науке (физичка хемија)                   | академик проф. др Душан Хаџи                      |
| правне науке                                      | проф. Александар Христов                          |
| спорт                                             | Матија Љубек                                      |
| ликовна уметност (сликарство)                     | Предраг Пеђа Милосављевић                         |
| медицинске науке (урологија)                      | академик проф. др Сава Петковић                   |
| биолошке науке (физиологија биља)                 | проф. др Милоје Сарић                             |
| рударство                                         | Алија Сиротановић                                 |
|                                                   | Фабрика коже и туткала „Гоце Делчев”, Скопље      |
|                                                   | Институт „Михајло Пупин”, Београд                 |
|                                                   | РО Комбинат алуминијума, Титоград                 |
|                                                   | Комбинат подова „Синтелон”, Бачка Паланка         |
|                                                   | РО Међимурска трикотажа, Чаковец                  |
|                                                   | Железара Равне, Равне на Корошкем                 |
|                                                   | СОУР „Енергопројект”, Београд                     |
|                                                   | СОУР „Машинска индустрија”, Ниш                   |

### 1987.
| Списак добитника Награде АВНОЈ-а за 1987. годину:        | Списак добитника Награде АВНОЈ-а за 1987. годину: |
| област                                                   | награђени                                         |
| -------------------------------------------------------- | ------------------------------------------------- |
| медицинске науке (интерна медицина)                      | проф. др Божидар Чолаковић                        |
| медицинске науке (епидемиологија)                        | академик проф. др Јакоб Гаон                      |
| техничке науке (грађевинарство)                          | академик проф. др. Никола Хајдин                  |
| историја културе и књижевност                            | Живан Милисавац                                   |
| књижевност                                               | академик Младен Ољача                             |
| филмска уметност                                         | Александар Д. Петровић                            |
| музичка уметност                                         | Ружа Поспиш-Балдани                               |
| сликарство                                               | Златко Прица                                      |
| техничке науке (медицинска електроника и биокибернетика) | академик проф. др Лојзе Водовник                  |
| историја                                                 | академик проф. др Димитрије Димо Вујовић          |
| прехрамбена индустрија                                   | Апатинска пивара                                  |
| бродоремонт                                              | Бродоградилиште „Вељко Влаховић”, Бијела          |
| информације                                              | Новинска агенција Танјуг, Београд                 |
| туризам                                                  | ООУР Југотурс-Генералекспорт, Београд             |
| производња и прерада коже                                | РО „Конус”, Словенске Коњице                      |
| обојена металургија                                      | РО Топионица цинка и олова „Злетово”, Титов Велес |
| ливење и прерада метала                                  | СОУР „Јелшинград”, Бањалука                       |
| машиноградња и електромашиноградња                       | СОУР „Раде Кончар”, Загреб                        |

### 1988.
| Списак добитника Награде АВНОЈ-а за 1988. годину: | Списак добитника Награде АВНОЈ-а за 1988. годину:                                      |
| област                                            | награђени                                                                              |
| ------------------------------------------------- | -------------------------------------------------------------------------------------- |
| природне науке (анорганска и кристалохемија)      | академик проф. др Драго Грденић                                                        |
| књижевност                                        | Данило Киш                                                                             |
| ликовна уметност (сликарство)                     | Милан Коњовић                                                                          |
| филмска уметност                                  | Петар Лаловић и Љубиша Самарџић                                                        |
| привреда                                          | др Михајло Милојевић                                                                   |
| медицинске науке (психијатрија)                   | проф. др Никола Першић                                                                 |
| физичка култура                                   | Ратко Рудић                                                                            |
| друштвене науке (психологија)                     | академик проф. др Антон Трстењак                                                       |
| друштвене науке (историја)                        | академик проф. др Данчо Зографски                                                      |
| пољопривредне науке                               | Институт за оплемењивање и производњу биља Факултета пољопривредних знаности у Загребу |
| инжењеринг                                        | РО „Смелт” - изградња индустријских објеката, Љубљана                                  |
| музичка уметност                                  | Словеначка филхармонија из Љубљане                                                     |
| електроника                                       | СОУР „Електронска индустрија”, Ниш                                                     |
| образовање и наука                                | Универзитет у Београду                                                                 |
| култура и наука                                   | Земаљски музеј Босне и Херцеговине из Сарајева                                         |

### 1989.
| Списак добитника Награде АВНОЈ-а за 1989. годину: | Списак добитника Награде АВНОЈ-а за 1989. годину:           |
| област                                            | награђени                                                   |
| ------------------------------------------------- | ----------------------------------------------------------- |
| ликовна уметност (сликарство)                     | академик Стојан Ћелић, Београд                              |
| књижевност                                        | Коле Чашуле, Скопље                                         |
| природно-математичке науке (физика)               | др Ђорђе Јовић, Београд                                     |
| филмска уметност                                  | Емир Кустурица, Сарајево                                    |
| позоришна уметност                                | Јосип Мароти, Загреб                                        |
| књижевност                                        | проф. др Милорад Павић, Београд                             |
| медицинске науке                                  | проф. др Нинослав Радовановић, Нови Сад                     |
| привреда                                          | мр Херман Ригелник, Титово Велење                           |
| сликарство                                        | Војислав Станић, Херцег Нови                                |
| пољопривредне науке (ратарство)                   | проф. др Тихомир Вребалов, Нови Сад                         |
| хемијска индустрија                               | „Жупа”, Крушевац                                            |
| →                                                 | Институт за примењену математику и електронику ЈНА, Београд |
| друштвене науке                                   | Институт за савремену историју у Београду                   |
| информисање и култура                             | Радио Београд                                               |
| култура и образовање                              | Републички завод за заштиту споменика културе у Цетињу      |
| рударство                                         | Рударско-индустријски комбинат „Силекс”, Кратово            |
| образовање и наука                                | Свеучилиште у Загребу                                       |

### 1990.
Ове године није било Награде АВНОЈ-а. Предложена су 82 појединца и радна колектива, али пошто Хрватска није предложила своја три члана у одбор за доделу награде, Комисија Скупштине Југославије за избор и именовања је констатовала 26. новембра да није могуће предложити скупштинским већима ко ће бити у „савезном жирију” за избор најбољих.